# La reina en el palacio de las corrientes de aire
La reina en el palacio de las corrientes de aire (Luftslottet som sprängdes en sueco y, literalmente, El castillo de aire que estalló) es una novela del sueco Stieg Larsson, la tercera y última de la trilogía Millenium, publicada póstumamente. En España fue publicado en junio de 2009 por la editorial Destino y en el primer día se vendieron 200.000 ejemplares. Aun siendo la última, el autor tenía ya el manuscrito de la cuarta y preparaba una serie con 10 episodios. En esta novela, donde Larsson utiliza de nuevo a los personajes Mikael Blomkvist y Lisbeth Salander es una continuación del segundo tomo (a diferencia del primero que es auto-conclusivo). En 2009 se estrenó una versión cinematográfica.

## Argumento
A diferencia de la primera entrega de Millenium(que es autoconclusiva), La reina en el palacio de las corrientes de aire, actúa como la continuación inmediata de la segunda entrega, es decir, una segunda parte de La chica que soñaba con una cerilla y un bidón de gasolina. Salander ha sobrevivido y permanece en la UCI de un hospital. Su vida pende de un hilo, pero quiere venganza. Quiere demostrar que ella no cometió los tres asesinatos por los que va a ser juzgada si sobrevive y quiere vengarse de su propio padre y las instituciones gubernamentales que le han destruido la vida. Con la ayuda de Mikael Blomkvist y la redacción de la revista Millenium, Lisbeth tendrá que encontrar ese hilo del que tirar antes de que sus enemigos consigan matarla.

## Composición
El libro se compone por 29 capítulos intitulados distribuidos en 4 partes, y por un epílogo, siendo el único capítulo titulado: Epílogo: Reparto de bienes.
Cada una de las 4 partes tiene su nombre, así mismo posee las 2 fechas en las cuales transcurre cada parte y a su vez cada parte posee un pequeño tratado o ensayo sobre el papel de las mujeres en la guerra a lo largo de la historia.
• Primera parte: Incidente en un pasillo. Del 8 al 12 de abril. 7 capítulos
• Segunda parte: Hacker Republic. Del 1 al 22 de mayo. 8 capítulos.
• Tercera parte: Disc crash. Del 27 de mayo al 6 de junio. 7 capítulos.
• Cuarta parte: Rebooting System. Del 1 de julio al 7 de octubre. 7 capítulos.

## Temas centrales

### La investigación
La novela, como sus 2 precuelas(Los hombres que no amaban a las mujeres y La chica que soñaba con una cerilla y un bidón de gasolina), tienen  como base argumentativa y como tema central la investigación policíaca. Muchos de los personajes se sumergen directa o indirectamente en un papel de detectives con la finalidad, unos de sacar a luz la oscura verdad de La Sección, y otros para ocultar este mismo secreto.

### La corrupción y la perversión
Con elementos oscuros, personajes mental y sexualmente enfermos, historias de avaricia y de intereses personales, Larsson trabaja su novela con un trasfondo perverso. Agentes gubernamentales totalmente corruptos, profesionales faltos de ética y criminales sin escrúpulos son unos de los temas que abarca la novela, dándole ese tono de novela oscura que tanto la identifica.

## Recepción
Para unos una obra en la que «el autor ha conseguido que personajes arquetípicos adquieran una profundidad humana» y para otros una obra «maniqueísta» en la que «los hombres malos son muy malos y muy tontos, las mujeres buenas son muy buenas y muy listas».

## Personajes principales
- Mikael Blomkvist Periodista y copropietario de "Millenium", que apoyara a Lisbeth durante su juicio y recuperación.
- Lisbeth Salander	Hacker antisocial, acusada de tres crímenes.
- Dragan Armanskij	Exjefe (Milton Security) y amigo de Lisbeth Salander.
- Erika Berger Ex editora y co-proprietaria de Millennium. Amiga y amante de Mikael Blomkvist. Recién nombrada redactora jefe del periódico Svenska Morgon-Posten.
- Nils Bjurman	Abogado corrupto, colaborador de la Säpo, violador, tutor legal de Lisbeth Salander
- Magnus Borgsjö   Accionista y miembro del directorio del periódico Svenska Morgon-Posten
- Jan Bublanski	Inspector jefe de la policía de homicidios de Estocolmo. Judío ortodoxo y respetado por su valentía
- Gunnar Björck	Exagente de la Säpo y encargado de mantener en el anonimato a Zalachenko.
- Fredrik Clinton	Sucesor de Gullberg, Evert. Ya está retirado
- Henry Cortez	Periodista de Millennium
- Torsten Edklinth	Jefe del Departamento de protección constitucional de la Säpo
- Richard Ekström	Fiscal del sumario, ansioso de fama y protagonismo mediático
- Malin Eriksson	Secretaria de redacción de Millennium, sucede a Erika como redactora jefe
- Marcus Erlander	Inspector de la brigada de delitos violentos de Gotemburgo
- Thorbjörn Fälldin	Ex primer ministro sueco (personaje histórico)
- Hans Faste	Inspector de la policía de homicidios de Estocolmo con una visión exageradamente machista sobre las mujeres.
- Monica Figuerola	Inspectora del Departamento de protección constitucional
- Annika Giannini	Abogada de Salander. Hermana de Mikael Blomkvist
- Idrish Guidi ("Idris Ghidi" en el original) Refugiado kurdo de Irak, empleado en el hospital Sahlgren de Gotemburgo
- Evert Gullberg 	Exdirector del departamento de la policía de seguridad de Suecia (Säpo)
- Jerker Holmberg	Inspector de la policía de homicidios de Estocolmo
- Anders Jonasson	Médico del hospital Sahlgrenska de Gotemburgo
- Susanne Linder   Expolicía y miembro del equipo de "Milton Security"
- Magge Lundin	Jefe de la banda de delincuentes llamada Svavelsjö MC ("Club Motociclista de Lago Azufre").
- Christer Malm	Empleado y codueño de Millennium
- Sonja Modig	Inspectora de la policía de homicidios de Estocolmo
- Ronald Niedermann	Matón alemán que colabora con Alexander Zalachenko (su padre). Sufre de una enfermedad rara que le impide sentir dolor.
- Sonny Nieminen	Delincuente de la banda Svavelsjö MC.
- Georg Nyström	Comisario de la DGP/Seg (Säpo).
- Holger Palmgren	Ex tutor legal de Lisbeth Salander y la única persona que apoya a Salander en su infancia. Íntimo amigo de Dragan Armanskij.
- Jonas Sandberg	Inspector de la Dirección General de Policía DGP/Seg.
- Curt Svensson	Policía de Estocolmo.
- Peter Teleborian Psiquiatra. Médico jefe de la clínica psiquiátrica infantil de Sankt Stefan, en Uppsala encargado de Lisbeth Salander durante su reclusión en el psiquiátrico.
- Birger Wadensjöö	Nuevo jefe de la Sección (Säpo), posteriormente destituido por un golpe de Estado de Clinton
- Miriam Wu (Mimmi)	Mejor amiga y amante de Lisbeth Salander.
- Alexander Zalachenko (Zala)	Exmiembro del GRU ruso que abandono Rusia para buscar asilo político en Suecia a cambio de información bajo la nueva identidad de Karl Axel Bodin.